# Красовський Опанас Іванович
Красовський Опанас (Афанасій) Іванович (28(17). 01. 1781, за ін. даними, 1780 — 30(18). 05.1843) — військовий діяч, генерал-ад'ютант (1831), чл. Військової ради (1834), генерал від інфантерії (1841). Батько А. Красовського. Нащадок козацького роду, що набув дворянство (див. Красовські). Народився в Лебединській окрузі Харківського намісництва (до указу імператриці Катерини II від 25 квітня 1780 року за ст. ст. ці землі входили до Сумської провінції Слобідсько-Української губернії). 4 липня (23 червня) 1795 вступив унтер-офіцером до 4-го батальйону Бузького єгерського корпусу. 1798 переведений до 13-го єгерського полку. На поч. 1800 — підпоручик, у січні 1803 року — поручик. Залучався до експедицій Чорноморського флоту: 1804 — на о-в Корфу (нині у складі Греції), 1805 — в Італію. Став кавалером ордена св. Анни 3-го ст. На російсько-турецькій війні 1806—1812 поранений. Від 1808 — штабс-капітан, 1809 — капітан, з трав. 1811 — майор. За мужність у боях нагороджений двома золотими шпагами (кожна з написом «За храбрость»), орденами св. Георгія 4-го ст., св. рівноапостольного кн. Володимира 4-го ст. і св. Анни 2-го ст. з алмазними знаками. 11 верес. (30 серп.) 1811 підвищений у чині до підполковника. 13 (1) січ. 1812 року призначений командиром 14-го єгерського полку й того самого місяця утверджений полковником.
На Війні 1812 перебував у 3-й армії на Волині, воював під Кобрином, Борісовим (нині обидва міста в Білорусі), на р. Березина (притока Дніпра). Зазнав поранення в живіт. Після одужання 1813 брав участь у блокаді фортець Кюстрин (нині м. Костшин, Республіка Польща) і Магдебург (нині місто у ФРН). За відвагу та вправність, виявлені в «Битві народів» під Лейпцигом, 18 (6) жовтня 1813 одержав чин генерал-майора, після чого командував гренадерською бригадою. 1819 через недугу пішов у відставку.
1823 повернувся на службу. Призначений начальником штабу 4-го піх. корпусу. Від 3 верес. (22 серпня) 1826 мав ранг генерал-лейтенанта. Надалі командував різними з'єднаннями. Брав участь у російсько-перській війні 1826–1828 років і російсько-турецькій війні 1828—1829 років. Знову був поранений. Від 3 верес. (22 серп.) 1830 року до 27 (15) лют. 1831 року виконував обов'язки нач. 3-го піх. корпусу та водночас — новоросійського й бессарабського генерал-губернатора (заступивши на цій посаді М.Воронцова). Опікувався прийнятими в рос. підданство запорожцями з-за р. Дунай (див. Задунайська Січ). Листувався з Й.Гладким. 25 (13) берез. 1831 очолив гол. штаб 1-ї армії. Придушував польське повстання 1830—1831. Від 1 черв. (20 трав.) 1834 — командир 6-го піх. корпусу. 23 (11) січ. 1835 узяв відпустку для лікування. 1842 вже як повний генерал прийняв 1-й піх. корпус. Нагороджений прикрашеною алмазами золотою шпагою «За храбрость», багатьма орденами, у тому числі св. Георгія 3-го ст., св. рівноапостольного кн. Володимира 2-го ст. та 1-го ст., св. Анни 1-го ст. з діамантами, св. кн. Олександра Невського з діамантами, прусського Червоного Орла.
Складав нотатки про минулі бої, які частково опубліковано.
Похований у Києво-Печерській лаврі.